# 夏田由美
夏田 由美（なった ゆみ、1969年7月12日 - ）は、日本の元女子バレーボール選手である。

## 来歴
大阪府摂津市出身。大阪女子短大附属高校を経て、1988年ダイエーに入部。1992年から1995年までチーム主将を務めた。
1994年、全日本に選出され、世界選手権に出場した。

## 球歴
- 全日本代表 - 1994年
  - 世界選手権 - 1994年

## 所属チーム
- 大阪市立蒲生中学校
- 大阪女子短大附属高校
- ダイエーオレンジアタッカーズ（1988-1997年）